# Zeppelinturm

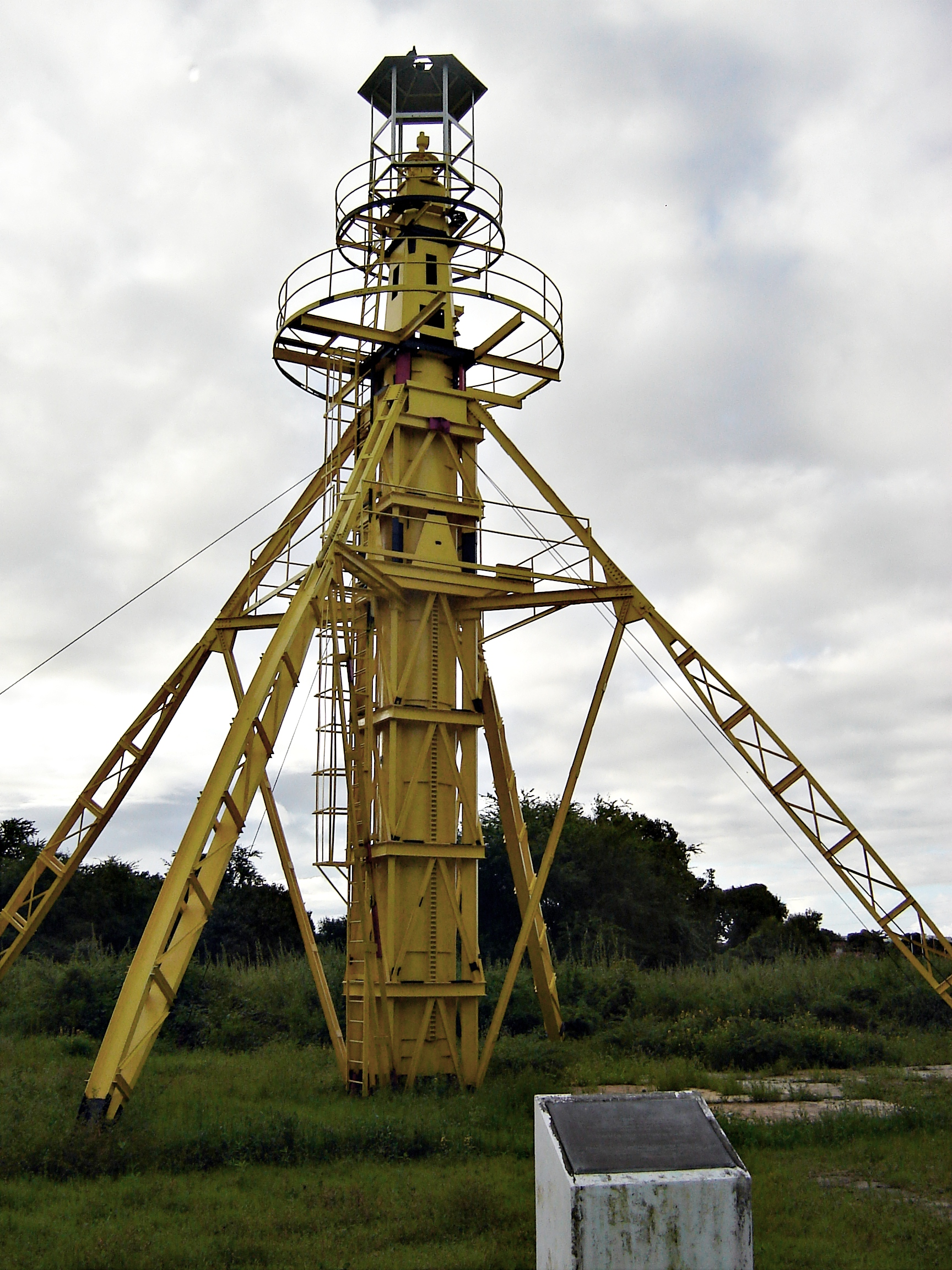
Ankermast in Recife (Foto 2007)

Der Zeppelinturm (portugiesisch Torre do Zeppelin) ist ein alter Ankermast für Luftschiffe in Recife im Bundesstaat Pernambuco, Brasilien. Er befindet sich im Stadtteil Jiquiá, auf dem ehemaligen Feld von Jiquiá für Luftschiffe ca. 10 Minuten von der Metrô-Station Mangueira entfernt. Er steht auf einem öffentlichen, ehemaligen Militärgelände und kann besichtigt werden.

## Geschichte
Zwischen 1930 und 1937 war Recife eine der ersten südamerikanischen Städte mit einer Direktflugverbindung (non-stop) nach Europa. In Europa wurde Frankfurt am Main von Luftschiffen angeflogen.
Der Zeppelinturm wurde ab 1930 genutzt. Am 21. Mai 1930 ankerte hier LZ 127 „Graf Zeppelin“ bei seiner ersten Reise nach Brasilien. Da noch keine geeignete Infrastruktur auf dem „Campo dos Afonsos“ in Rio de Janeiro gefunden worden war, endete die Reise der Luftschiffe in Recife. Die Weiterreise nach Rio de Janeiro wurde von der Fluggesellschaft „Sindicato Condor“ mit Flugzeugen durchgeführt.
Am 26. Dezember 1936 wurde die Infrastruktur in Rio de Janeiro eingeweiht. Dadurch konnte Frankfurt am Main direkt mit Rio de Janeiro verbunden werden, obwohl der Zwischenstopp in Recife erhalten blieb.
Im April 1936 legte LZ 129 „Hindenburg“ mit dem brasilianischen Komponisten Heitor Villa-Lobos in Recife in Richtung Deutschland ab. 1938 wurden die Flüge eingestellt.
In Recife am Zeppelinturm ankerten in der Zeit zwischen 1930 und 1938 die Luftschiffe der Linie Brasilien-Deutschland, viermal LZ 129 „Hindenburg“ und fünfmal LZ 127 „Graf Zeppelin“.

## Gegenwart
Heutzutage ist der Zeppelinturm in Recife der einzige vollständig erhaltene Ankermast der deutschen Luftschiffe LZ 127 „Graf Zeppelin“ und LZ 129 „Hindenburg“. 
In den 1980er Jahren wurde der Mast restauriert, und zwischen 2005 und 2007 erfolgte eine weitere Restaurierung. Seither befinden sich einige Originalteile nicht mehr am Turm.
Die Stadtverwaltung von Recife entschied sich, in Zusammenarbeit mit Infraero, den Turm vollständig zu restaurieren, eingebunden in ein Naturschutzgebiet. So wurde der Turm 2013 vom Künstler und Restaurator Jobson Figueiredo erneut restauriert, wobei er seine ursprünglichen Eigenschaften zurückerhielt.